# توني فيرغسون
أنتوني أرماند فيرغسون باديلا (بالإنجليزية: Anthony Armand Ferguson Padilla؛ مواليد 12 فبراير 1984) هو مُقاتل فنون قتالية مختلطة محترف. يُنافس حاليًا في فئة الوزن الخفيف في يو إف سي. وهو بطل يو إف سي المؤقت السابق. ظهر فيرغسون لأول مرة في عام 2008، وكان مع يو إف سي منذ فوزه بلقب المقاتل النهائي 13 في عام 2011. وقد تدرب على المصارعة الحرة، والملاكمة، والجوجيتسو، والمواي تاي، والوينغ تشون.

## النشأة والتعليم
ولد فيرغسون في أوكسنارد، كاليفورنيا، في 12 فبراير 1984، لكنه نشأ بشكل رئيسي في مسكيغون، ميشيغان. وهو من أصل مكسيكي. لقبه فيرغسون يأتي من زوج والدته الأمريكي الاسكتلندي.
كان فيرغسون رياضيًا لثلاث رياضات في مدرسة موسكيغون الكاثوليكية المركزية الثانوية في كرة القدم الأمريكية والبيسبول والمصارعة. لقد كان الظهير الدفاعي الأساسي لأبطال كرة القدم في الولاية في القسم الثامن لعام 2000، وتم اختياره ثلاث مرات في جميع الولايات في المصارعة، وفاز بقسم 152 رطلاً في عام 2002.
بعد المدرسة الثانوية، التحق فيرغسون بجامعة سنترال ميشيغان قبل أن ينتقل إلى جامعة ولاية غراند فالي. كما قضى فترة في كلية مجتمع موسكيغون. لم يكمل شهادته، لكنه حقق مسيرة ناجحة في المصارعة الجامعية، حيث فاز ببطولة المصارعة الوطنية التابعة للجمعية الوطنية للمصارعة الجماعية لعام 2006 في قسم 165 رطلاً.
بعد تخرجه من الجامعة، عاد فيرغسون إلى كاليفورنيا ليكون أقرب إلى عائلته الكبيرة، حيث عمل في مجال التسويق والمبيعات أثناء النهار وكان يقوم بنوبات العمل كنادل في الليل. في إحدى الليالي، بينما كان يعمل في نوبة عمل في الحانة، لاحظ أحد الزبائن أذن فيرغسون القرنبيطية وأجرى محادثة حول خلفيته في المصارعة. كان الراعي مدربًا في صالة ألعاب رياضية محلية للفنون القتالية المختلطة ودعاه للعمل مع بعض مقاتلين الفنون القتالية المختلطة الشباب في مصارعتهم. بعد فترة وجيزة، قرر ممارسة مهنة الفنون القتالية المختلطة.

## فنون القتال المختلطة

### مسيرته المبكرة
بدأ فيرغسون مسيرته الاحترافية في فنون القتال المختلطة بالقتال في منظمات صغيرة حول كاليفورنيا في عام 2007. وتشمل النزالات البارزة في بداية مسيرته المهنية الفوز على بطل الكيك بوكسينغ جو شيلينغ والخسارة أمام مقاتل وورلد إكستريم كايج فايتينج المستقبلي كارين دارابيديان.

### يو إف سي

#### سلسلة الهزائم
واجه فيرغسون بادي بيمبليت في 16 ديسمبر 2023 في يو إف سي 296. خسر النزال بقرار القضاة بالإجماع.
واجه فيرغسون مايكل كييزا في نزال بوزن الوسط في 3 أغسطس 2024 في يو إف سي على إيه بي سي 7. خسر النزال عن طريق الإخضاع في الجولة الأولى. بهذه الخسارة الثامنة على التوالي، تجاوز فيرغسون بي جيه بن ويحمل الآن الرقم القياسي لأطول سلسلة هزائم في تاريخ يو إف سي.

## حياته الشخصية
لدى فيرغسون ولدان من زوجته كريستينا فيرغسون. في مارس 2019، قدمت كريستينا أمرًا تقييديًا ضد توني، زاعمة سلوكًا غير معهود مثل جنون العظمة الشديد، وعدم النوم لعدة أيام، وتمزيق مدفأة منزلهم، والاعتقاد بأنه تم إدخال شريحة تتبع في ساقه أثناء جراحة الركبة الترميمية. ولم تزعم تعرضها للإيذاء الجسدي، وقدمت أمرًا تقييديًا كإجراء احترازي للحصول على المساعدة في حالته العقلية. بحلول أبريل 2019، كانت قد أسقطت الأمر، وبدأ في استئناف فنون القتال المختلطة. في الساعات الأولى من يوم 7 مايو 2023، ألقي القبض على فيرغسون في هوليوود، كاليفورنيا ووجهت إليه تهمة القيادة تحت تأثير الكحول بعد أن اصطدمت شاحنته الصغيرة بمركبتين أخريين خارج ملهى ليلي، مما تسبب في انقلاب شاحنته في هذه العملية. تم احتجازه وحجزه في مركز شرطة لوس أنجلوس في هوليوود حيث تم تحديد الكفالة بمبلغ 30 ألف دولار. تم إطلاق سراحه لاحقًا من الحجز بسند تعهد شخصي.

## البطولات والإنجازات

### مصارعة الهواة
- الرابطة الوطنية للمصارعة الجماعية[14]
  - بطل الرابطة الوطنية للمصارعة الجماعية الوطني (2006)
  - الرابطة الوطنية للمصارعة الجماعية جميع الامريكيين (2006، 2007)
  - بطل مؤتمر الشمال المركزي (2006، 2007)
- جمعية ميشيغان الثانوية الرياضية
  - جمعية ميشيغان الثانوية الرياضية بطل القسم الرابع للدولة (2002)
  - جمعية ميشيغان الثانوية الرياضية القسم الرابع لجميع الولايات (2000-2002)

### فنون القتال المختلطة
- يو إف سي
  - بطولة يو إف سي للوزن الخفيف المؤقت (مرة واحدة)
  - الفائز بالمقاتل النهائي 13
  - قتال العام (مرة واحدة) ضد أنطوني باتيس
  - قتال الليلة (ست مرات) ضد إدسون باربوزا، لاندو فاناتا، رافاييل دوس أنجوس، أنطوني باتيس، دونالد سيروني وجاستن غيثي[27][28][29][30][31][32]
  - أفضل ضربة قاضية في الليلة (مرة واحدة)  ضد رمزي نجم
  - أفضل إخضاع في الليلة (مرة واحدة)  ضد مايك ريو
  - أداء الليلة (ثلاث مرات)  ضد إدسون باربوزا، جوش طومسون وجليسون تيباو
  - بالشراكة مع (حبيب نورمحمدوف وإسلام ماخاشيف) أطول سلسلة انتصارات في تاريخ فئة الوزن الخفيف في يو إف سي (12)[33]
  - بالشراكة مع (دونالد سيروني & درو دوبر) رابع أكثر مقاتل إنهاءًا في تاريخ فئة الوزن الخفيف في يو إف سي (10)[33]
  - خامس أكثر عدد من الضربات المؤثرة في تاريخ فئة الوزن الخفيف في يو إف سي (1159)[33]
  - سابع أكثر عدد من الضربات المؤثرة بالإجمال في تاريخ فئة الوزن الخفيف في يو إف سي (1314)[33]
  - أطول سلسلة هزائم في تاريخ يو إف سي (8)[34]
- بيور كومبات
  - لقب بطولة بيور كومبات لوزن الوسط (مرة واحدة)
- جوائز فنون القتال المختلطة العالمية
  - قتال العام 2018 ضد أنطوني باتيس في حدث يو إف سي 229[35]

## سجل فنون القتال المختلطة
| السجل المهني |        |          |
| 36 نزال      | 25 فوز | 11 خسارة |
| ضربة قاضية   | 12     | 2        |
| إخضاع        | 8      | 4        |
| قرار القضاة  | 5      | 5        |

| النتيجة | السجل | الخصم             | الطريقة                             | الحدث                                                           | التاريخ        | الجولة | الوقت | المكان                                      | الملاحظات                                                                                      |
| ------- | ----- | ----------------- | ----------------------------------- | --------------------------------------------------------------- | -------------- | ------ | ----- | ------------------------------------------- | ---------------------------------------------------------------------------------------------- |
| خسر     | 25–11 | مايكل كييزا       | إخضاع (خنق خلفي عاري)               | يو إف سي على إيه بي سي: ساندهاغن ضد نورمحمدوف                   | 3 أغسطس 2024   | 1      | 3:44  | أبو ظبي، الإمارات العربية المتحدة           | نزال في وزن الوسط.                                                                             |
| خسر     | 25–10 | بادي بيمبليت      | قرار الحكام (بالإجماع)              | يو إف سي 296                                                    | 16 ديسمبر 2023 | 3      | 5:00  | لاس فيغاس، نيفادا، الولايات المتحدة         |                                                                                                |
| خسر     | 25–9  | بوبي غرين         | إخضاع (خنق مثلث الذراع)             | يو إف سي 291                                                    | 29 يوليو 2023  | 3      | 4:54  | سولت لايك سيتي، يوتا، الولايات المتحدة      |                                                                                                |
| خسر     | 25–8  | نات دياز          | إخضاع (خنق المقصلة)                 | يو إف سي 279                                                    | 10 سبتمبر 2022 | 4      | 2:52  | لاس فيغاس، نيفادا، الولايات المتحدة         | نزال في وزن الوسط.                                                                             |
| خسر     | 25–7  | مايكل تشاندلر     | ضربة قاضية (ركلة أمامية)            | يو إف سي 274                                                    | 7 مايو 2022    | 2      | 0:17  | فينيكس، أريزونا، الولايات المتحدة           |                                                                                                |
| خسر     | 25–6  | بينيل داريوش      | قرار الحكام (بالإجماع)              | يو إف سي 262                                                    | 15 مايو 2021   | 3      | 5:00  | هيوستن، تكساس، الولايات المتحدة             |                                                                                                |
| خسر     | 25–5  | تشارلز أوليفيرا   | قرار الحكام (بالإجماع)              | يو إف سي 256                                                    | 12 ديسمبر 2020 | 3      | 5:00  | لاس فيغاس، نيفادا، الولايات المتحدة         |                                                                                                |
| خسر     | 25–4  | جاستن غيثي        | ضربة فنية قاضية (لكمة)              | يو إف سي 249                                                    | 9 مايو 2020    | 5      | 3:39  | جاكسونفيل، فلوريدا، الولايات المتحدة        | على لقب بطولة يو إف سي للوزن الخفيف. قتال الليلة.                                              |
| فاز     | 25–3  | دونالد سيروني     | ضربة فنية قاضية (إيقاف الطبيب)      | يو إف سي 238                                                    | 8 يونيو 2019   | 2      | 5:00  | شيكاغو، إلينوي، الولايات المتحدة            | قتال الليلة.                                                                                   |
| فاز     | 24–3  | أنطوني باتيس      | ضربة فنية قاضية (إيقاف الزاوية)     | يو إف سي 229                                                    | 6 أكتوبر 2018  | 2      | 5:00  | لاس فيغاس، نيفادا، الولايات المتحدة         | قتال الليلة.                                                                                   |
| فاز     | 23–3  | كيفن لي           | إخضاع (خنق المثلث)                  | يو إف سي 216                                                    | 7 أكتوبر 2017  | 3      | 4:02  | لاس فيغاس، نيفادا، الولايات المتحدة         | فاز بلقب بطولة يو إف سي للوزن الخفيف المؤقت. تم تجريده لاحقًا من اللقب بسبب الإصابة.            |
| فاز     | 22–3  | رافاييل دوس أنجوس | قرار الحكام (بالإجماع)              | المقاتل النهائي: أمريكا اللاتينية 3: نهائي دوس أنجوس ضد فيرغسون | 5 نوفمبر 2016  | 5      | 5:00  | مدينة مكسيكو، المكسيك                       | قتال الليلة.                                                                                   |
| فاز     | 21–3  | لاندو فاناتا      | إخضاع (خنق برابو)                   | يو إف سي ليلة القتال: ماكدونالد ضد لينيكر                       | 13 يوليو 2016  | 2      | 2:22  | سو فولز، داكوتا الجنوبية، الولايات المتحدة  | قتال الليلة.                                                                                   |
| فاز     | 20–3  | إدسون باربوزا     | إخضاع (خنق برابو)                   | المقاتل النهائي: نهائي فريق ماكغريغور ضد فريق فابر              | 11 ديسمبر 2015 | 2      | 2:54  | لاس فيغاس، نيفادا، الولايات المتحدة         | تم خصم نقطة واحدة من فيرغسون في الجولة الأولى بسبب ركلة غير قانونية. أداء الليلة. قتال الليلة. |
| فاز     | 19–3  | جوش طومسون        | قرار الحكام (بالإجماع)              | يو إف سي ليلة القتال: مير ضد دافي                               | 15 يوليو 2015  | 3      | 5:00  | سان دييغو، كاليفورنيا، الولايات المتحدة     | أداء الليلة.                                                                                   |
| فاز     | 18–3  | جليسون تيباو      | إخضاع (خنق خلفي عاري)               | يو إف سي 184                                                    | 28 فبراير 2015 | 1      | 2:37  | لوس أنجلوس، كاليفورنيا، الولايات المتحدة    | أداء الليلة.                                                                                   |
| فاز     | 17–3  | هابيل تروخيو      | إخضاع (خنق خلفي عاري)               | يو إف سي 181                                                    | 6 ديسمبر 2014  | 2      | 4:19  | لاس فيغاس، نيفادا، الولايات المتحدة         |                                                                                                |
| فاز     | 16–3  | داني كاستيلو      | قرار الحكام (بالانقسام)             | يو إف سي 177                                                    | 30 أغسطس 2014  | 3      | 5:00  | ساكرامنتو، كاليفورنيا، الولايات المتحدة     |                                                                                                |
| فاز     | 15–3  | كاتسونوري كيكونو  | ضربة قاضية (لكمة)                   | يو إف سي 173                                                    | 24 مايو 2014   | 1      | 4:06  | لاس فيغاس، نيفادا، الولايات المتحدة         |                                                                                                |
| فاز     | 14–3  | مايك ريو          | إخضاع (خنق برابو)                   | يو إف سي 166                                                    | 19 أكتوبر 2013 | 1      | 1:52  | هيوستن، تكساس، الولايات المتحدة             | أفضل إخضاع في الليلة.                                                                          |
| خسر     | 13–3  | مايكل جونسون      | قرار الحكام (بالإجماع)              | يو إف سي على فوكس: دياز ضد ميلر                                 | 5 مايو 2012    | 3      | 5:00  | شرق راذرفورد، نيو جيرسي، الولايات المتحدة   |                                                                                                |
| فاز     | 13–2  | إيف إدواردز       | قرار الحكام (بالإجماع)              | المقاتل النهائي: نهائي فريق بيسبنغ ضد فريق ميلر                 | 3 ديسمبر 2011  | 3      | 5:00  | لاس فيغاس، نيفادا، الولايات المتحدة         |                                                                                                |
| فاز     | 12–2  | هارون رايلي       | ضربة فنية قاضية (إصابة بالفك)       | يو إف سي 135                                                    | 24 سبتمبر 2011 | 1      | 5:00  | دنفر، كولورادو، الولايات المتحدة            | العودة للوزن الخفيف                                                                            |
| فاز     | 11–2  | رمزي نجم          | ضربة قاضية (باللكمات)               | المقاتل النهائي: نهائي فريق ليسنر ضد فريق دوس سانتوس            | 4 يونيو 2011   | 1      | 3:54  | لاس فيغاس، نيفادا، الولايات المتحدة         | فاز ببطولة المقاتل النهائي 13 لوزن الوسط. أفضل ضربة قاضية في الليلة.                           |
| فاز     | 10–2  | بروك جاردين       | ضربة فنية قاضية (باللكمات)          | بيور كومبات 12: أبطال للأطفال                                   | 25 سبتمبر 2010 | 4      | 2:35  | كلوفيس، كاليفورنيا، الولايات المتحدة        | فاز بلقب بطولة بيور كومبات لوزن الوسط الشاغر.                                                  |
| فاز     | 9–2   | ديفيد جاردنر      | ضربة فنية قاضية (باللكمات)          | نقابة القتال سي إيه: معركة 805                                  | 26 مارس 2010   | 2      | 0:27  | فينتورا، كاليفورنيا، الولايات المتحدة       | نزال في وزن غير محدد (158 رطلاً).                                                               |
| فاز     | 8–2   | كريس كينيدي       | ضربة فنية قاضية (إيقاف الطبيب)      | التحالف الوطني للقتال إم إم إيه: القيامة                        | 18 ديسمبر 2009 | 1      | 2:29  | فينتورا، كاليفورنيا، الولايات المتحدة       |                                                                                                |
| خسر     | 7–2   | جيمي توني         | إخضاع (خنق المثلث)                  | التحالف الوطني للقتال إم إم إيه: إم إم إيه في فندق حياة 3       | 16 أكتوبر 2009 | 1      | 2:15  | ويستلاك فيلاج، كاليفورنيا، الولايات المتحدة |                                                                                                |
| فاز     | 7–1   | جيمس فانشير       | قرار الحكام (بالإجماع)              | مقاتل متمرد                                                     | 17 يوليو 2009  | 3      | 5:00  | بليسرفيل، كاليفورنيا، الولايات المتحدة      |                                                                                                |
| فاز     | 6–1   | ديفين بنيامين     | ضربة فنية قاضية (باللكمات والأكواع) | التحالف الوطني للقتال إم إم إيه: إم إم إيه في فندق حياة 2       | 28 مايو 2009   | 1      | 0:51  | ويستلاك فيلاج، كاليفورنيا، الولايات المتحدة |                                                                                                |
| فاز     | 5–1   | دانييل هيرنانديز  | ضربة فنية قاضية (باللكمات)          | التحالف الوطني للقتال إم إم إيه: إم إم إيه في فندق حياة         | 5 مارس 2009    | 1      | 2:22  | ويستلاك فيلاج، كاليفورنيا، الولايات المتحدة | العودة لوزن الوسط.                                                                             |
| خسر     | 4–1   | كارين دارابيديان  | قرار الحكام (بالإجماع)              | كل النجوم للملاكمة: محبوس في المدفع                             | 6 فبراير 2009  | 3      | 3:00  | مونتيبيلو، كاليفورنيا، الولايات المتحدة     | الظهور الأول في الوزن الخفيف.                                                                  |
| فاز     | 4–0   | فرانك بارك        | إخضاع (كرنك الرقبة)                 | لونج بيتش فايت نايت 3                                           | 4 يناير 2009   | 1      | 2:43  | لونغ بيتش، كاليفورنيا، الولايات المتحدة     |                                                                                                |
| فاز     | 3–0   | جو شيلينغ         | إخضاع (خنق خلفي عاري)               | مجموع تحالف القتال 12                                           | 13 سبتمبر 2008 | 2      | 2:12  | لونغ بيتش، كاليفورنيا، الولايات المتحدة     |                                                                                                |
| فاز     | 2–0   | براندون آدامز     | ضربة فنية قاضية (باللكمات)          | تحالف القتال الشامل 11: القصف على الهرم                         | 12 يوليو 2008  | 2      | 2:18  | لونغ بيتش، كاليفورنيا، الولايات المتحدة     |                                                                                                |
| فاز     | 1–0   | ستيف أفالوس       | ضربة فنية قاضية (خضوع للكمات)       | قتال كاليفورنيا إكستريم: الفوضى في الساحة                       | 12 أبريل 2008  | 2      | 1:25  | آبلاند، كاليفورنيا، الولايات المتحدة        |                                                                                                |

## سجل فنون القتال المختلطة للهواة
| السجل الاستعراضي |       |         |
| 3 نزال           | 3 فوز | 0 خسارة |
| بالضربة القاضية  | 3     | 0       |

| النتيجة | السجل | الخصم          | الطريقة                    | الحدث                                                | التاريخ                     | الجولة | الوقت | المكان                              | الملاحظات                            |
| ------- | ----- | -------------- | -------------------------- | ---------------------------------------------------- | --------------------------- | ------ | ----- | ----------------------------------- | ------------------------------------ |
| فاز     | 3–0   | تشاك أونيل     | ضربة فنية قاضية (باللكمات) | المقاتل النهائي: نهائي فريق ليسنر ضد فريق دوس سانتوس | يونيو 1, 2011 (تاريخ العرض) | 3      | 3:10  | لاس فيغاس، نيفادا، الولايات المتحدة | جولة نصف نهائي المقاتل النهائي 13.   |
| فاز     | 2–0   | ريان ماكجليفري | ضربة فنية قاضية (باللكمات) | المقاتل النهائي: نهائي فريق ليسنر ضد فريق دوس سانتوس | مايو 25, 2011 (تاريخ العرض) | 1      | 0:46  | لاس فيغاس، نيفادا، الولايات المتحدة | جولة ربع نهائي المقاتل النهائي 13.   |
| فاز     | 1–0   | جاستن إدواردز  | ضربة قاضية (ركلة علوية)    | المقاتل النهائي: نهائي فريق ليسنر ضد فريق دوس سانتوس | مايو 4, 2011 (تاريخ العرض)  | 1      | 3:56  | لاس فيغاس، نيفادا، الولايات المتحدة | الجولة التمهيدية المقاتل النهائي 13. |

## نزالات الدفع مقابل المشاهدة
| # | الحدث        | القتال          | التاريخ        | المكان                                     | المدينة                              | المبلغ      |
| - | ------------ | --------------- | -------------- | ------------------------------------------ | ------------------------------------ | ----------- |
| 1 | يو إف سي 216 | فيرغسون ضد لي   | 7 أكتوبر 2017  | تي موبايل أرينا                            | لاس فيغاس، نيفادا، الولايات المتحدة  | 200،000     |
| 2 | يو إف سي 249 | فيرغسون ضد غيثي | 9 مايو 2020    | الساحة التذكارية للمحاربين القدامى في ستار | جاكسونفيل، فلوريدا، الولايات المتحدة | 700،000     |
| 3 | يو إف سي 279 | دياز ضد فيرغسون | 10 سبتمبر 2022 | تي موبايل أرينا                            | لاس فيغاس، نيفادا، الولايات المتحدة  | لم يكشف عنه |

## وصلات خارجية
- توني فيرغسون على موقع يو إف سي (الإنجليزية)
- توني فيرغسون على موقع شيردوغ (الإنجليزية)
- توني فيرغسون على موقع Tapology.com (الإنجليزية)
- توني فيرغسون على موقع IMDb (الإنجليزية)
- توني فيرغسون على موقع قاعدة بيانات الفيلم (الإنجليزية)